# Silexspitze von Weimar-Ehringsdorf
Die Silexspitze von Weimar-Ehringsdorf ist eine Spitze aus baltischem Feuerstein, die an der Thüringer Fundstelle Ehringsdorf durch den Bildhauer Walter Sachs im Jahr 2014 entdeckt wurde. Die Fundstelle ist seit mehr als einem Jahrhundert für den wohl als Neandertaler anzusprechenden „Ehringsdorfer Urmenschen“ bekannt. 

## Beschreibung
Die Feuersteinspitze ist 5,1 cm lang, 2,6 cm breit und nur einen Zentimeter dick. Ihre Dorsalseite weist eine umlaufende Stufenretusche auf, die auf der geraden Seite sehr steil ist. Auf der Rückenseite ist der Bulbus, der Rückschlüsse auf die Schlagtechnik zulässt, leicht bearbeitet worden; die Dorsalkante der Basis weist eine feine, gleichfalls steile Retusche auf. Es gibt keine Hinweise auf eine Verlagerung im Sediment, so dass die Fundstelle als ungestört gilt. Demnach könnte die Spitze bis zu 230.000 Jahre alt sein.

## Datierung

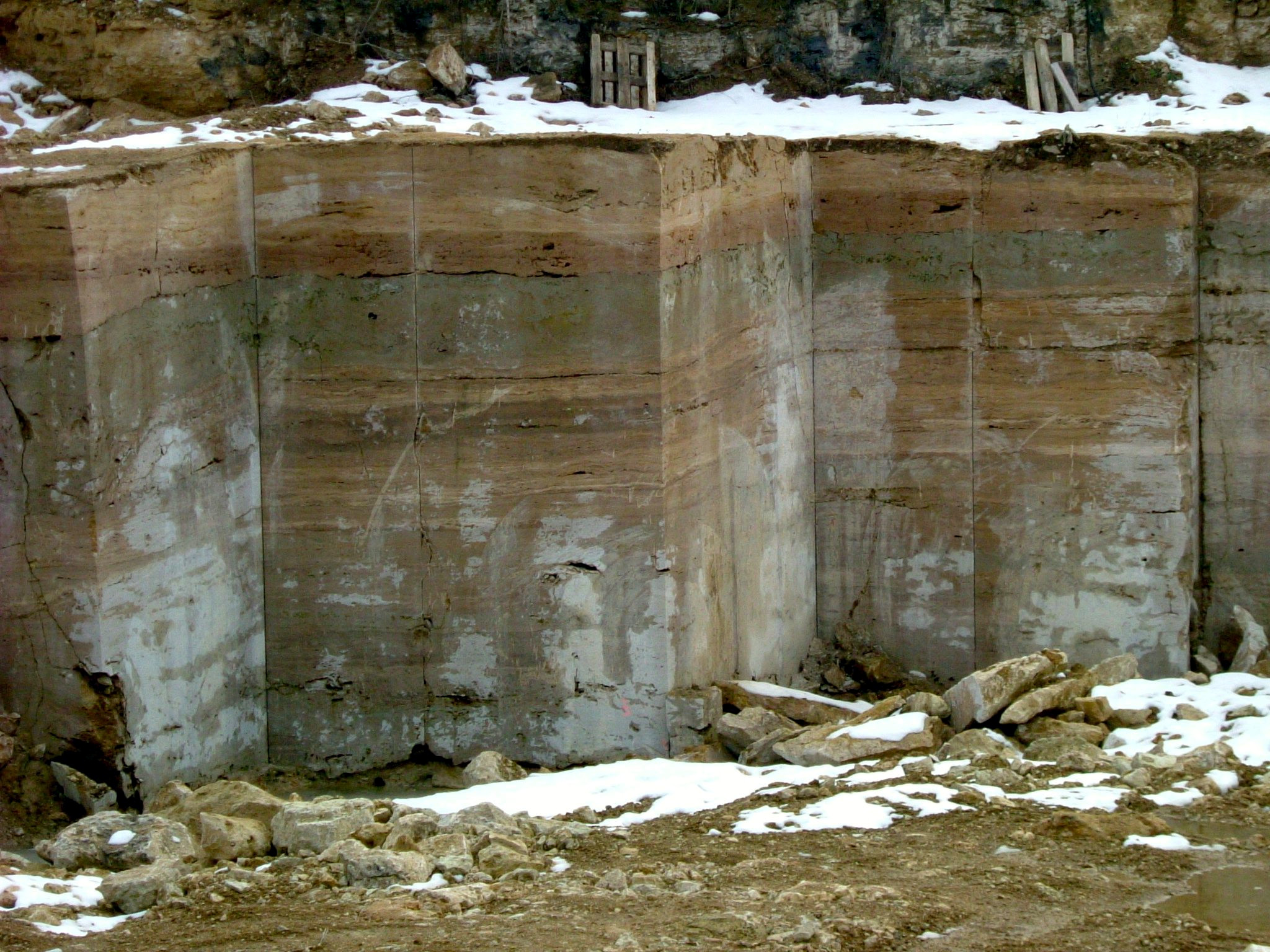
Travertinabbaustelle in Ehringsdorf, 2005

Der unlädierte Zustand des mittelpaläolithischen Stückes steht jedoch in Widerspruch zur vorherrschenden Annahme, dass der Zwischenhorizont als Ergebnis umfangreicher Umlagerungsprozesse zwischen den beiden Hauptphasen der Travertinbildung gilt. Für den 14 m mächtigen, inzwischen von den oberen Schichten befreiten, unteren Travertin nimmt man ein Alter von 230.000 Jahren an. Die Datierung der besagten, darüber liegenden Schichten, des sogenannten Pariser Horizonts (auch Pariserschicht genannt) und des Oberen Travertins, ist umstritten und die entsprechenden Versuche weichen bis zu 100.000 Jahre voneinander ab.